# 4603 Battements
4603 Battements is het vijfde muziekalbum van de Franse muziekgroep Lazuli. Het is opgenomen gedurende 2011 in de eigen geluidsstudio L'Abeille Rode. Na het vorige album vond er een breuk plaats binnen Lazuli. De Leonetti’s en Byar bleven, de rest vertrok. Het resulteerde in het aantrekken van twee nieuwe leden. Dat resulteerde ook weer in een band zonder basgitaar.
De titel verwijst naar 4603 slagen van de metronoom (de eerste acht zijn in de eerste track te horen), zo lang zou het album duren. De slag is gedurende bijna het gehele album aanwezig, terwijl de eenhandige Claude eromheen slingert op het voor hem speciaal gefabriceerde muziekinstrument. 15H40 en Quand la bise zijn de rustiger nummers op dit album. Andere nummers beginnen ook rustig maar "ontsporen" dan.

## Musici
- Claude Leonetti – Léode
- Gédéric Byar – gitaar
- Vincent Barnavol – slagwerk, percussie, marimba
- Romain Thorel – toetsinstrumenten, hoorn
- Dominique Leonetti – zang, gitaar

Met
- Elliot Leonetti – gitaar op Je te laisse ce monde
- Christine Villiard – basgitaar op Le miroir aux alouettes
- Sébastien Cairoche en Eric Vergnet – handgeklap op Le miroir aux alouettes

## Muziek
Alle van Dominique Leonetti

| Nr. | Titel                    | Duur |
| --- | ------------------------ | ---- |
| 1.  | [                        | 0:08 |
| 2.  | Je te laisse ce monde    | 5:35 |
| 3.  | Le miroir aux alouettes  | 6:05 |
| 4.  | Dans le formol au museum | 5:18 |
| 5.  | 15H40                    | 4:56 |
| 6.  | Les malveillants         | 7:21 |
| 7.  | Quand la bise fut venue  | 2:55 |
| 8.  | L’azur                   | 4:58 |
| 9.  | Saleté de nuit           | 5:07 |
| 10. | Festin ultime            | 4:35 |
| 11. | ]                        | 1:18 |